# Tornado de Villarrica de 2011
El tornado de Villarrica de 2011 fue un fenómeno meteorológico ocurrido el día martes 7 de junio de 2011 en la ciudad de Villarrica, Región de La Araucanía, Chile. Esta zona, al igual que el resto del país, no es propensa a este tipo de fenómenos climáticos. Fue calificado como F3 en la escala Fujita-Pearson según la National Geographic.

## El tornado
El tornado se produjo a eso de las 15:30 horas y tuvo vientos de hasta 254 km/h afectando gravemente a la ciudad de Villarrica y causando pánico y caos. Se produjo por una nube cumulus nimbus por la diferencia de temperatura entre el suelo, más cálido, y el aire, más frío. Tuvo una fuerza de 254 km/h y una duración cercana a los 8 minutos.
El tornado recorrió casi la mitad de Villarrica, iniciándose en la población Villa Lo Matta, sector alto de Villarrica, donde arrasó con un bosque y luego se fue desplazando hasta llegar al centro de la ciudad.

## Consecuencias
La ONEMI decretó estado de emergencia en la comuna y zonas aledañas. No se registraron fallecidos, si 7 heridos de diversa consideración y cerca de 500 damnificados.
En daños a estructuras, un sobrevuelo determinó que 25 cuadras de largo por 12 de ancho de la ciudad se vieron afectadas, prácticamente todo Villarrica. Destruyó locales comerciales. La Municipalidad de Villarrica quedó con vidrios quebrados y la voladora de su techo, incluso la oficina del alcalde, Pablo Astete, quedó con daños; el edificio tuvo que cerrar por unos días, al igual que algunas de sus oficinas, la emergencia tuvo que ser atendida en el Gimnasio Municipal. Se estima que 153 viviendas quedaron gravemente dañadas y otras 409 con daños menores. El Hospital se vio levemente afectado, mientras que algunas calles y el centro fueron cerrados por los graves daños, muchas personas huyeron del sector, aunque 7 quedaron heridas; 5 vehículos fueron levantados y volcados, un centenar de árboles fueron sacados de cuajo de la tierra dejando una postal entrañable en la ciudad.
El corte de energía eléctrica afectó a la ciudad hasta el día siguiente, 8 de junio; por su parte el agua se restableció de manera casi inmediata las 17:00 horas. En cuanto a los damnificados, se abrieron 2 albergues, sin embargo la mayoría optó por alojarse en casas de parientes